# 博洛尼亚
波隆那（義大利語：Bologna，義大利語發音：[boˈloɲɲa] ⓘ），是一座義大利城市，位於北部波河與亞平寧山脈之間，也是艾米利亚-罗马涅的首府。波隆那也是義大利最發達的城市之一。波隆那擁有世界最古老的大學——波隆那大學，這間大學設立於1088年。
波隆那經常被列為意大利生活品質最高的城市之一：在2006年排名第五，在2007年排名第12名（總共有103個義大利城市參加評比）。這是由於波隆那擁有強大的工業傳統，廣泛且高度發達的社會福利，而且位於意大利最重要公路和鐵路樞紐上。波隆那是一個充滿活力和國際化的義大利大學城，它擁有豐富的歷史、藝術、料理、音樂、文化，並獲選為2000年的歐洲文化之都。波隆那與其他45個來自世界各地的城市入選參加2010年上海世界博覽會。根據2009年歐洲地區經濟增長指數（E - REGI）的數據顯示，波隆那的經濟成長速度是義大利第一，在歐洲則位列第47。

## 歷史

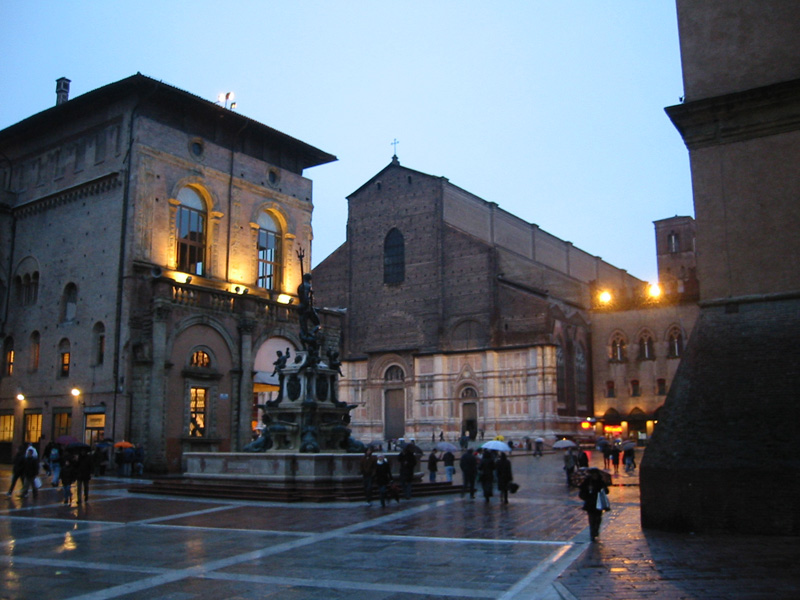
海神廣場和波隆那主广场

波隆那地區在公元前三千年前就有人類活動的跡象。前9世紀時，微兰诺威文化在此發展出一個聚居地。前7世紀到6世紀，伊特拉斯坎文明開始對此地產生影響，6世紀末，伊特拉斯坎城市“Felsina”在此建立 公元前四世紀，它被高盧人佔領，前196年又被羅馬人佔領，改稱為Bononia。
在公元一世紀克勞狄一世統治期間，一場大火毀滅了波隆那，雖然尼祿後來重建了這座城市，但城市一直衰敗不堪。歷羅馬帝國滅亡後，它作為拉溫納督主教區的重要城市頻遭哥特人洗劫。後來聖白托略（San Petronio）重建城市，並修造波隆那聖斯德望聖殿。倫巴底國王利烏特普蘭德在728年佔領這座城市，成為倫巴底王國的一部份。8世紀末，查理曼在哈德良一世的懇求下進攻倫巴第王國。774年法蘭克人佔據波隆那，成為卡洛林帝国城市。
波隆那大學於1088年建成，成為歐洲有史以來第一所大學。在13世紀，波隆那已是歐洲第五、六大城市，僅次於科爾多瓦、巴黎、威尼斯和佛羅倫斯，與米蘭不相上下，擁有60,000至70,000名居民。1348年黑死病造成大約3萬名波隆那居民死亡。然後波隆那受到米蘭的維斯康蒂家族所統治，直到1360年才回到教宗的控制之下。文藝復興期間，該城是意大利唯一容許女性擔任專業職位和獲取大學學位的城市。
二次大戰中波隆那是德軍一個重要的交通樞紐，並遭到大量轟炸。德軍在意大利北部的防線崩潰之後，這座城市於1945年4月21日脫離德國控制。波隆那也是二次大戰意大利抵抗組織的中心，後來成為意大利共產黨一個重要的據點。二次大戰後，波隆那變成一個工商業發達的城市，但是仍然保留許多古典的建築物。

## 氣候
不同的氣象學家對波隆那的氣候經常有不同的看法，溫帶濕潤氣候或大陸性氣候都有人主張，這是因為波隆那位於意大利北部內陸平原，夏季炎熱，而冬天寒冷且潮濕。從五月到九月初，波隆那的溫度很常超過30℃（86°F）。由於波隆那的濕度相當高，所以冬季的寒冷與夏季的炎熱都會有加乘效果。由於氣候潮濕，所以晚秋和冬季期間很常有霧出現，就像意大利北部大部分地區。波隆那的年降雨量介於700毫米到800毫米之間，通常集中在春季和秋季。11月下旬至4月之間可能會出現降雪，但是積雪主要發生於12月到2月之間。波隆那歷史上最低溫度為-19.8°C（-3.6°F），發生於1985年1月13日，有記錄以來的最高氣溫則為40.6℃（105.1°F），發生於2003年8月。

## 交通

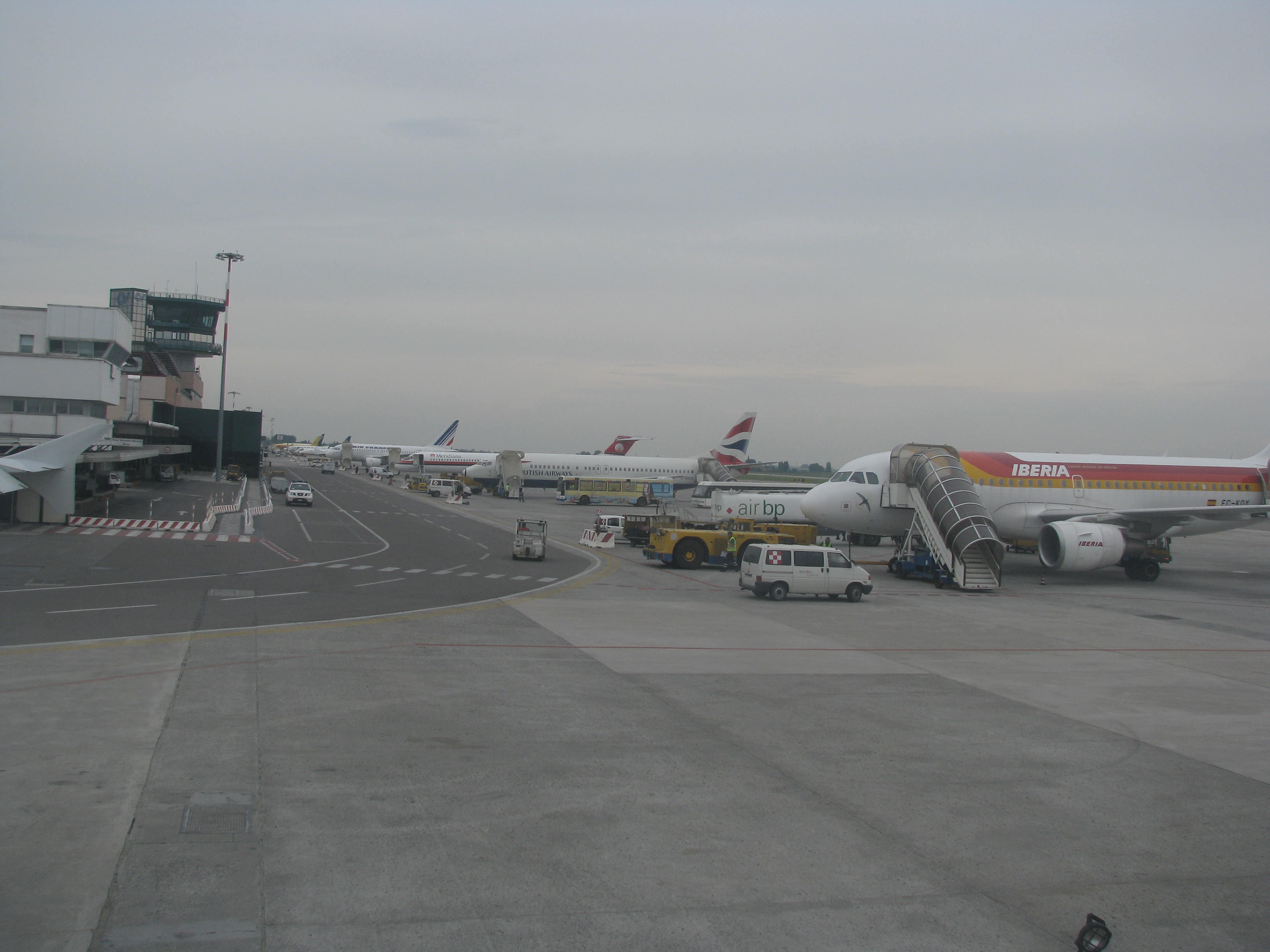
波隆那機場

古列尔莫·马可尼国际机场位于波隆那，於2004年完成擴建，延長跑道長度，以容納更大型的飛機。它是義大利第十繁忙的機場，客運量於2007年超過400萬，是一個國際航線的據點。由於波隆那的戰略地位，波隆那中央車站被認為是意大利北部最為重要的鐵路樞紐。它的貨物車站（聖多納托站）擁有33條鐵路軌道，規模和流量都是意大利首位。
波隆那擁有強大的公共交通服務系統，公共汽车和无轨电车等交通工具由Azienda 波隆那大眾運輸公司（ATC）來管理。

## 人口
直到2010年年底為止，波隆那市區人口為380,604人（有100萬人生活在波隆那大區），波隆那位於艾米利亞-羅馬涅大區，其中46.7％為男性，53.3％為女性。未成年人（兒童18歲以下）約佔總人口的百分之12.86，退休人口數則佔百分之27.02。與此相比，義大利平均百分之18.06（未成年人）和19.94（退休）。波隆那居民平均年齡為51歲，義大利全國平均則是42歲。在2002年至2007年之間，波隆那人口並未增加，而義大利整體增加了百分之3.56。波隆那目前的出生率是每千名居民中有8.07人，而義大利的平均出生率為9.45人。
截至2009年為止，89.47％的人口為義大利人。最大的移民來自其他歐洲國家（主要來自羅馬尼亞和阿爾巴尼亞）約佔2.82％，東亞（主要是菲律賓人）為1.50％，而南亞（主要來自孟加拉國）則佔1.39％。其餘也包括摩洛哥人、華人與烏克蘭人。
波隆那人口變動表

## 市區

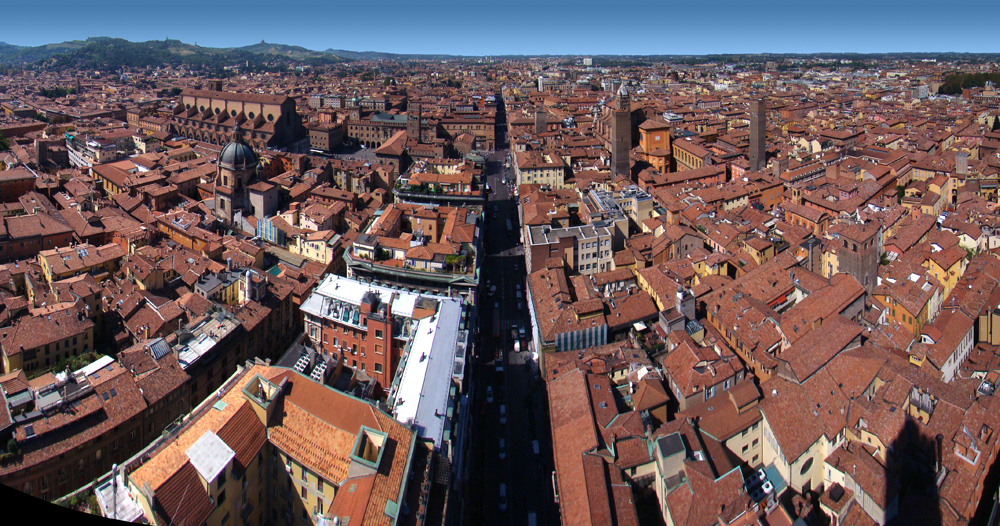
波隆那市區

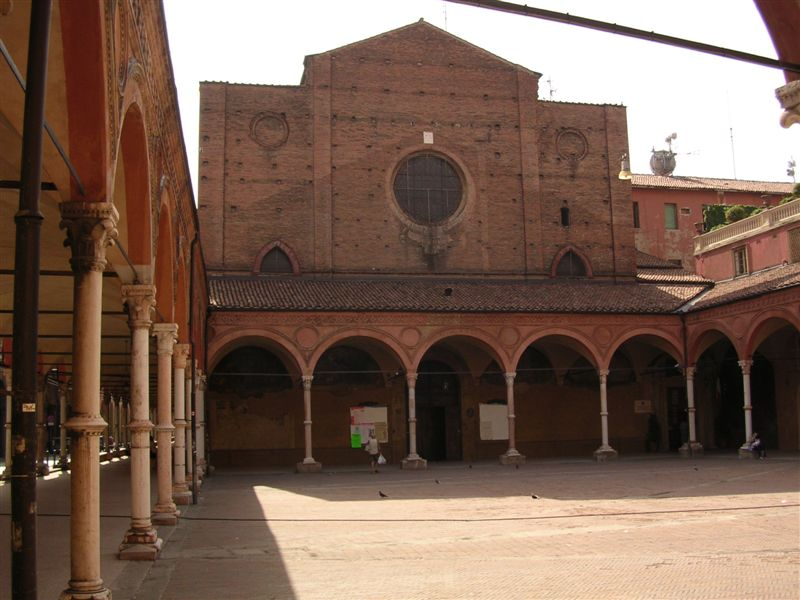
聖母忠僕大殿

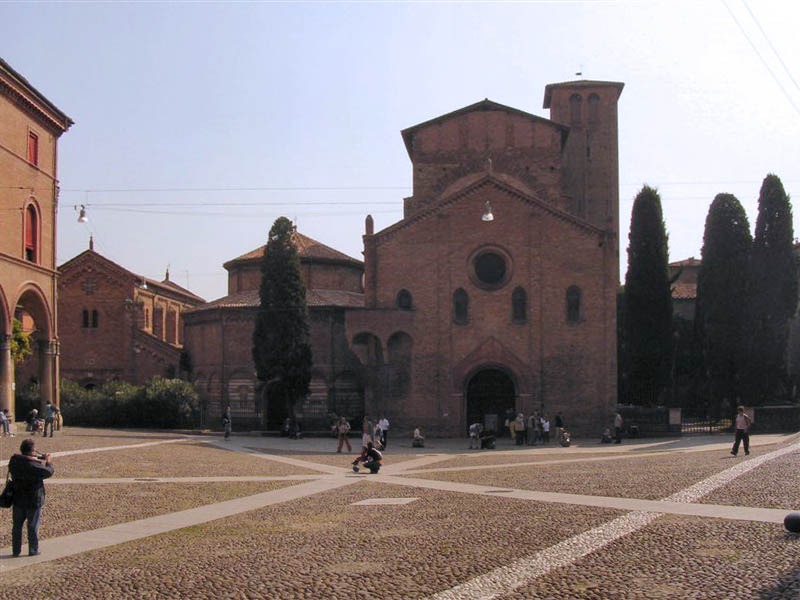
波隆那聖史蒂法諾大殿

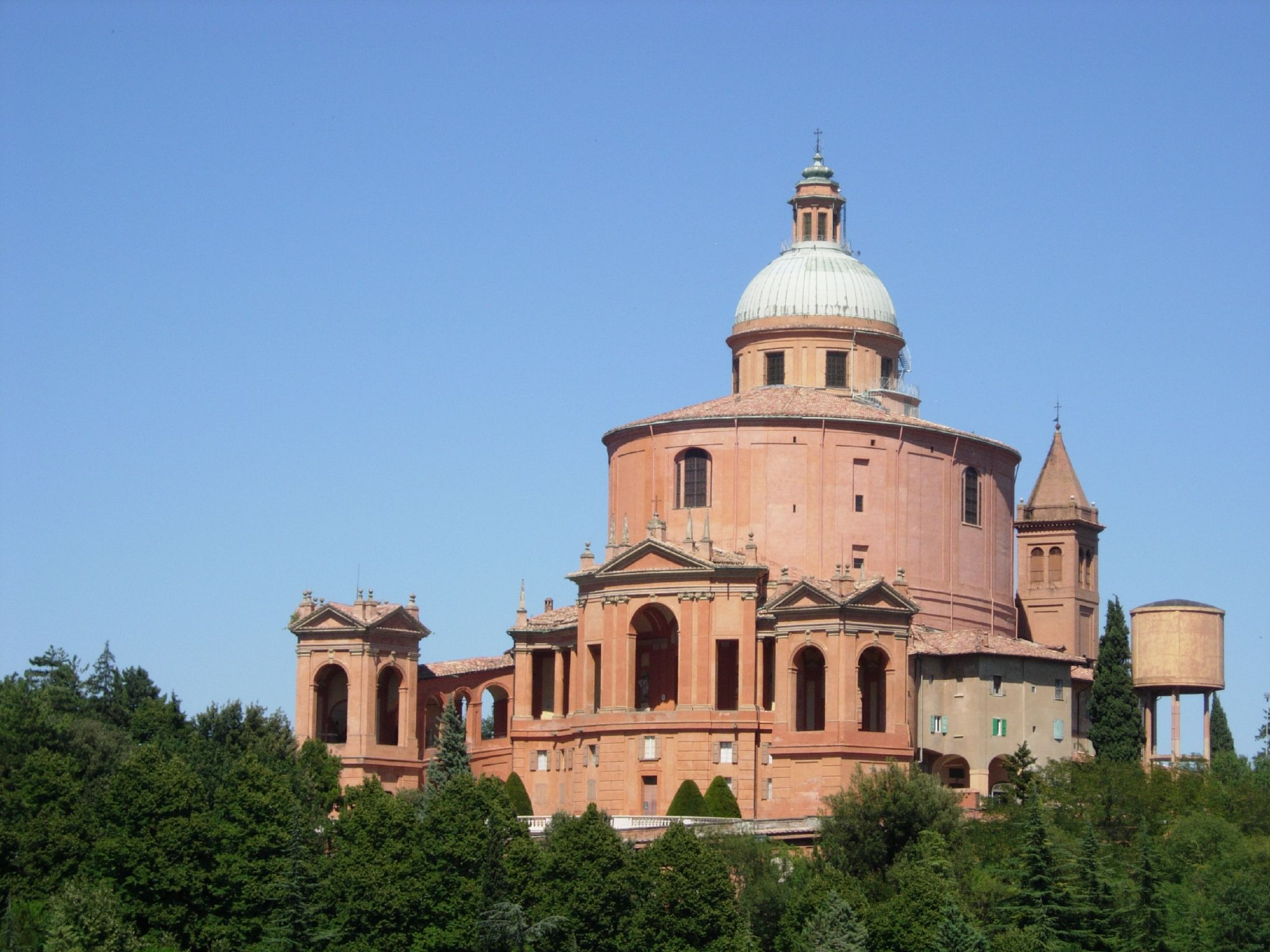
聖路加的聖母朝聖地

直到19世紀初，波隆那都未進行大規模的城市改造，所以波隆那仍然是歐洲保存最好的中世紀城市之一，目前它仍然具有獨特的歷史價值。儘管波隆那於1944年遭受相當大規模的轟炸，波隆那廣達350英畝（141.64公頃）的歷史中心仍然是歐洲第二大，擁有許多重要的中世紀時期、文藝復興運動時期與巴洛克藝術的古蹟。
波隆那於伊特魯里亞與羅馬的殖民地時代開始發展。由於波隆那保存許多羅馬遺址，所以波隆那的中央大街目前仍然主要以步行為主。
羅馬時代的城牆目前被一個中世紀防禦工事體系所取代，雖然有一部份倖存至今。中世紀防禦工事體系於13世紀完成，其中還有許多部分存留。在二十個中世紀防禦塔樓當中，其中有些已經搖搖欲墜。
優雅和廣泛的商場（或門廊）更進一步豐富波隆那的城市景觀，讓波隆那聞名於世。城市的歷史中心總共大約有38公里長的騎樓（市區部分則超過45公里），使人們在外面散步時可以遮擋雨、雪或炎熱的太陽。聖路加拱廊是世界上最長的騎樓（長3.5公里，666個拱），與Saragozza城門（十二個建於中世紀的古城牆城門之一，它環繞市區長達7.5公里）互相連接。
聖路加的聖母朝聖地就位於波隆那城外。仍可以通過一條長達3.5公里的帶屋頂的有666個拱的聖路加拱廊（Portico di San Luca）前往，聖路加拱廊建於1674 - 1793年，是為了在遊行上山時保護聖像。每年的遊行要從聖彼得在波隆那市中心的聖伯多祿主教座堂，沿著這條路線前往朝聖地。這個朝聖地收藏了一幅聖母像。山頂的教堂已經存在了一千年左右。目前這座教堂建於1723年，使用了Carlo Francesco Dotti的設計。堂內收藏有不少藝術品。

## 經濟
波隆那是義大利一個非常重要的鐵路和高速公路樞紐。波隆那經濟基礎包括活躍的工業、傳統且強勁的農業和畜牧業，還包括製鞋業、紡織業、工程、化學、印刷及出版業以及繁榮的商業活動。博覽會區域是歐洲最大的展覽區之一，舉辦國際重要的年度汽車博覽會（波隆那汽車展）、陶瓷、建築行業（國際瓷磚展覽和浴室家具）及食品博覽會。 波隆那和附近的都會區有重要的貿易活動，包括機械、食品、煙草、電子、重要的零售和批發活動以及義大利的蔬菜和水果市場。杜卡迪與兰博基尼（林寶堅尼）都是波隆那著名的企業。

## 文化
幾個世紀以來，波隆那獲得許多綽號，包括學習之都（因為波隆那擁有著名的博洛尼亚大學）與肥胖之都（因為波隆那擁有許多美食而得名）。
紅色之都原本是指波隆那歷史中心的屋頂顏色，但是這個綽號也與城市的政治局勢相似。從二戰結束後開始，直到1999年一位中間偏右市長當選，全市是著名的社會主義和共產主義堡壘，尤其是義大利共產黨。中間偏左的政黨又在2004年市長選舉後重新執政。波隆那是歐洲第一個進行免費大眾交通運輸實驗概念的城鎮。
波隆那於2006年5月29日被聯合國教科文組織選為音樂之都。根據教科文組織的說法，波隆那顯示出豐富的音樂傳統，正繼續發展充滿活力當代生活和創作的要素。波隆那也表現出強烈的承諾來推動音樂成為重要的工具，來打擊種族主義，並努力促進經濟和社會發展。培育範圍從古典到電子、爵士樂、民歌和歌劇，波隆那提供公民的一種音樂的生命力，深深地滲入城市的專業、學術、社會和文化方面。

## 藝術

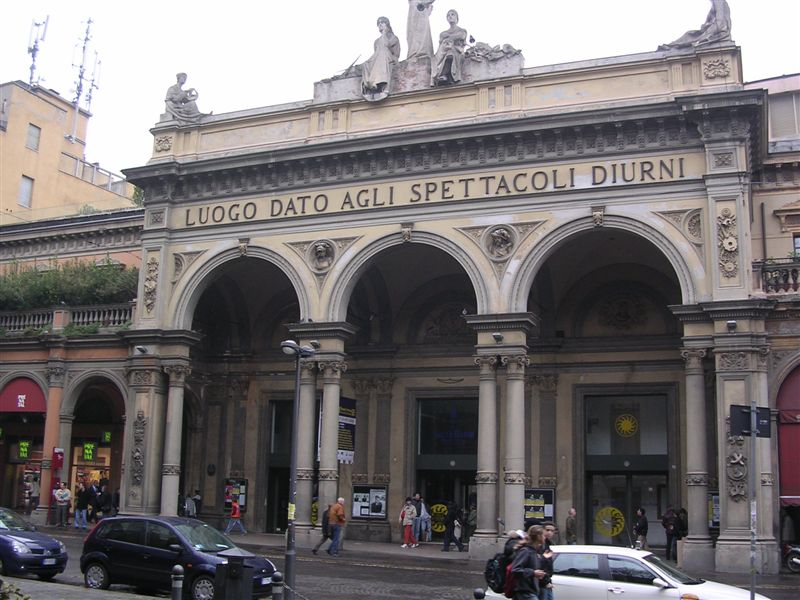
波隆那劇場

直到16世紀為止，劇場在波隆那都是非常受歡迎的娛樂活動。波隆那第一所公共劇院是斯卡拉劇院，它從1547年開始營運至今。
阿爾弗雷多·鐵斯東尼是義大利波隆那劇場發展歷史上一個非常重要的人物，他是一位劇作家，也是《樞機藍波提尼》的作者，他自1905年以來獲得巨大的成就。
波隆那市從1998年就已經著手進行波隆那劇院計劃，連結當地主要舞台設施。它們提供豐富多彩的文化和戲劇表演的機會，範圍從波隆那方言至當代舞蹈表演。波隆那舉辦大量的文化活動，包括：
- Angelica：國際現代音樂節[19]
- Bolognafestival：國際古典音樂節[20]
- 波隆那爵士音樂節：義大利秋季爵士樂節日[21]
- Biografilm節：國際電影節[22]
- BilBolBul：國際漫畫節[23]
- Casadeipensieri：國際夏季文學與詩歌音樂節[24]
- 扎林烏爾瓦納：國際當代舞蹈節[25]
- F.I.S.Co.：國際當代藝術節
- 未來電影節：國際動畫和特殊效果藝術節[26]
- 重逢電影節：有關遭到遺忘電影的國際電影節[27]
- Gender Bender：關於性別認同、性取向和身體的代表性的國際節慶[28]
- 作業節慶：電子音樂節[29]
- 人權電影節[30]
- Netmage：國際電子藝術節

## 美食

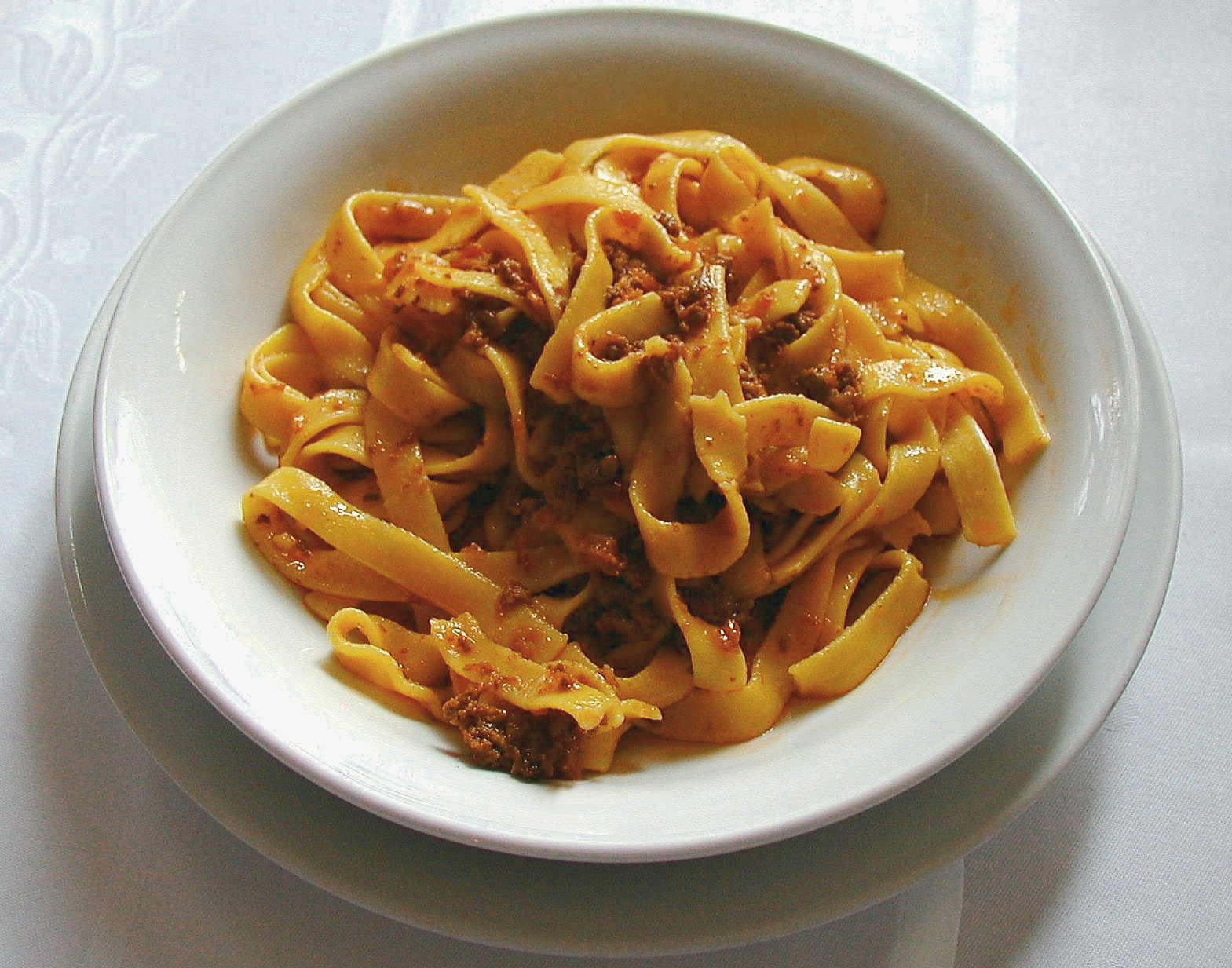
番茄肉醬與義大利麵

波隆那擁有許多著名的傳統美食，眾所周知的番茄肉醬就是發源於當地。因為坐落在肥沃的波河河谷，所以波隆那豐富的美食，大部分取決於當地的肉類和奶酪。正如艾米利亞-羅馬涅其他地區，波隆那生產豬肉的加工品，例如火腿、意式肉腸和莎樂美腸，是當地食品業的重要產品。附近的葡萄園也受到廣泛關注。義大利千層麵、義大利餃子、原波隆那香腸，都屬於當地的特產。

## 體育
波隆那另一個暱稱是籃子之城，因為波隆那的籃球活動相當盛行：兩個主要籃球俱樂部為波隆那福蒂都多籃球隊（Fortitudo Pallacanestro Bologna）和波隆那金德籃球隊（Virtus Pallacanestro Bologna），他們之間的同城德比也是當地居民的焦點。然而，這種競爭目前暫時處於停止狀態，因為波隆那福蒂都多籃球隊目前不是該國的專業隊伍。在2008-09賽季之後，波隆那福蒂都多籃球隊遭到降級，從意大利籃球甲級聯賽被降級意大利籃球乙級聯賽，然後因為財政原因而進一步降入業餘聯賽。波隆那受到籃球運動的影響不僅是因為同城德比，也因為意大利籃球甲級聯賽與意大利籃球乙級聯賽的總部都設在波隆那。
足球在波隆那仍然是一個非常流行的運動，主要的當地俱樂部是波隆那足球俱樂部，目前是意甲聯賽的成員。

## 教育

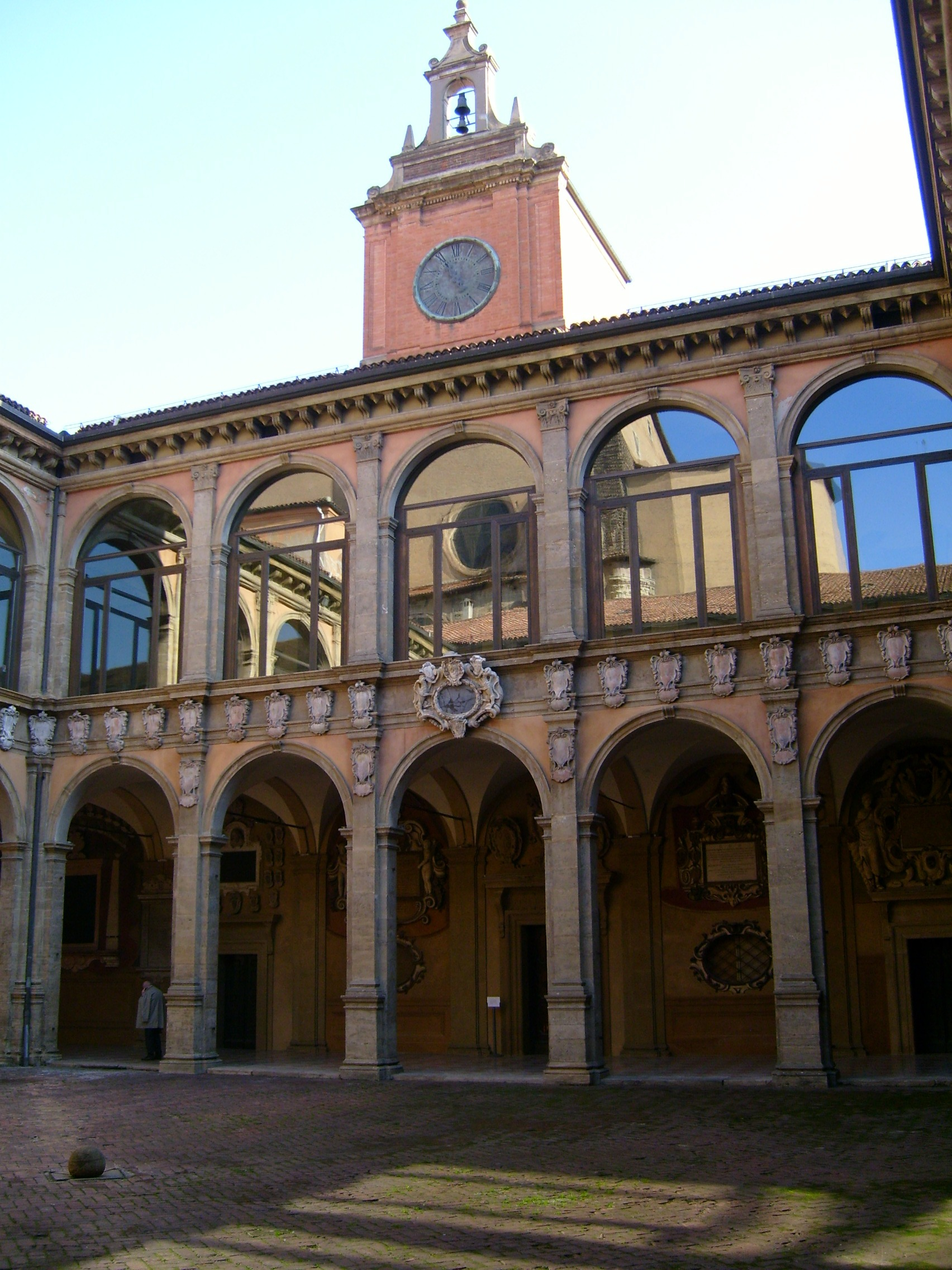
波隆那大學建立於1088年，是歐洲現存最古老的大學

建於1088年波隆那大學是歐洲第一所大學，也是歐洲現存最古老的大學，在中世紀時期，它是歐洲重要的學術中心，吸引許多基督教的知識份子。在拿破崙時代，波隆那大學的總部被遷移到目前的位置上，位於城市的中心東北部。如今它是義大利第二大大學，擁有23個院，68個系和93間圖書館，包括四個校區位於切塞納、弗利、拉文納和裏米尼附近。目前學生人數超過10萬。
波隆那大學在過去幾個世紀出現許多值得注意的學生，包括但丁、弗朗切斯科·彼特拉克、托馬斯·貝克特、尼各老五世、德西德里烏斯·伊拉斯謨、彼得·菲密格理（Peter Martyr Vermigli）和哥白尼。勞拉·巴斯於1732年在此任教，成為第一位正式在歐洲學院任教的女性。在最近的歷史上，生物電力的發現者路易吉·伽伐尼和無線電技術的先驅古列尔莫·马可尼都曾在波隆那大學工作。
目前波隆那仍然是一個大學城，大學開學時城市的人口會從40萬膨脹到50多萬，包括大量的海外學生。

## 名人
- 皮耶路易吉·科利纳：足球裁判
- 翁贝托·埃可：作家、教授
- 古列尔莫·马可尼：發明家、諾貝爾獎獲得者
- 皮耶·保罗·帕索里尼 ：作家、詩人、導演
- 額我略十三世：教宗、曾經頒佈西曆
- 額我略十五世：教宗
- 本篤十四世：教宗
- 路爵二世：教宗
- 罗马诺·普罗迪：政治家、教授、義大利總理、歐洲委員會前主席

## 著名公司
- 杜卡迪
- 兰博基尼

## 友好城市
- - 英国考文垂
- - 烏克蘭哈爾科夫
- - 阿根廷 拉普拉塔
- - 德國萊比錫（1962年開始）[33]
- - 美國密蘇里州聖路易斯
- - 希臘塞薩洛尼基
- - 塞內加爾 聖路易斯
- - 法國土魯斯
- - 波士尼亞赫塞哥維納圖茲拉
- - 西班牙瓦倫西亞
- - 克羅埃西亞薩格勒布（1963年開始）[34]
- - 尼加拉瓜聖卡洛斯

## 參看
- 博洛尼亚方言（英语：Bolognese dialect）
- 番茄肉醬

## 外部連結
- Official Site（页面存档备份，存于）
- - Bologna Welcome Tourist Office（页面存档备份，存于）
- http://www.comune.bologna.it（页面存档备份，存于）
- ATC – Official Public Transport Site （页面存档备份，存于）
- Virtual Tour
- Plans and projects for Bologna （页面存档备份，存于）
- History of Bologna's Fiera
- City Guide of Bologna （页面存档备份，存于）
- Bologna pictures